# Platform Makers
Het Platform Makers is het samenwerkingsverband van alle grote Nederlandse vakbonden en beroepsorganisaties voor auteurs en uitvoerend kunstenaars. Het platform heeft als doel het versterken van het auteursrecht en naburige rechten en het verbeteren van de onderhandelingspositie van auteurs en uitvoerenden ten opzichte van producenten, exploitanten en opdrachtgevers. Het Platform Makers treedt op als centrale woordvoerder en aanspreekpunt voor pers, politiek en overheid namens de aangesloten belangenorganisaties. Het Platform Makers werd eind 2009 opgericht en in 2010 geformaliseerd in een stichting.
Het Platform Makers bestaat uit:
- ACT (acteurs)
- De Auteursbond (schrijvers, vertalers, freelancejournalisten, ondertitelaars en scenarioschrijvers)
- BAM! Popauteurs (songwriters en dj's)
- De Beroepsvereniging Componisten Multimedia - BCMM (componisten multimedia)
- De Beroepsorganisatie Nederlandse Ontwerpers - BNO (ontwerpers, illustratoren en stripmakers)
- De Beroeps Organisatie Kunstenaars - BOK (beeldend kunstenaars)
- Dupho (fotografen)
- De Dutch Directors Guild - DDG (film- en televisieregisseurs)
- De Kunstenbond (kunstenaars en creatieven)
- De Nederlandse Vereniging van Journalisten - NVJ ((foto)journalisten, programmamakers)
- De Netherlands Society of Cinematographers - NSC (cinematografen)
- Het Nieuw Genootschap van Nederlandse Componisten - Nieuw Geneco (componisten)
- Ntb (musici, dansers, acteurs, componisten en muziektekstschrijvers)
- Samen1stem (freelancers werkzaam in nasynchronisatie of andere vormen van stemwerk)
- Tekstnet (tekstschrijvers)
- De VCTN (componisten en tekstdichters)